# Abraham Abulafia
Abraham ben Samuel Abulafia (em hebraico: אברהם בן שמואל אבולעפיה)  foi o fundador da escola de Cabalá Profética. Nascido em Saragoça, Aragão em 1240 e supostamente morto depois de 1291, após uma pequena estadia na pequena ilha de Comino (atualmente com apenas três moradores permanentes), a menor das três ilhas habitadas que compõem o arquipélago maltês.

## Biografia

### Início da vida e viagens
Muito cedo na vida ele foi levado por seus pais para Tudela, Navarra, onde seu pai idoso, Samuel Abulafia, o instruiu na Torá e no Talmude. Em 1258, quando Abraão tinha dezoito anos de idade, seu pai morreu e, dois anos depois, Abraão iniciou uma vida de errantes incessantes. Sua primeira viagem em 1260 foi para a Terra de Israel, onde ele pretendia começar uma busca pela lendária Rio Sambation e as Dez Tribos Perdidas. Ele não foi além de 'Akko, no entanto, por causa da desolação e ilegalidade na Terra Santa decorrente do caos que se seguiu às últimas Cruzadas; a guerra naquele ano entre o Império Mongol e o Sultanato Mameluco forçou seu retorno à Europa, via Grécia. Ele estava determinado a ir a Roma, mas parou em Cápua, onde durante o início dos anos 1260 dedicou-se com zelo apaixonado ao estudo da filosofia e do Guia dos Perplexos de Maimônides, sob a tutela de um filósofo e médico chamado Hillel— provavelmente o conhecido  Hillel ben Samuel de Verona.
Embora ele sempre tivesse Maimonides na mais alta estima, e freqüentemente usasse sentenças de seus escritos, ele estava tão pouco satisfeito com sua filosofia quanto com qualquer outro ramo de conhecimento que ele adquirisse. Ele era altamente articulado, capaz e ansioso por ensinar os outros. Escreveu diligentemente sobre assuntos cabalísticos, filosóficos e gramaticais, e conseguiu cercar-se de numerosos alunos, aos quais transmitiu muito do seu próprio entusiasmo.
Em seu retorno à Espanha, ele ficou sujeito a visões, e aos trinta e um anos de idade, em Barcelona, começou a estudar um tipo particular de Cabalá, cujo representante mais importante era Barukh Togarmi, e recebeu uma revelação com tons  messiânicos Ele mergulhou no estudo do Sefer Yetzirá (Livro da Formação) e seus numerosos comentários, que explicam a criação do mundo e do homem como baseados em combinações de letras hebraicas. Este livro, e particularmente o comentário e método do místico judeu alemão, Eleazar de Worms, exerceu uma influência profunda sobre ele, e teve o efeito de aumentar enormemente sua inclinação mística. Letras do alfabeto, numerais, pontos de vogal, tudo se tornaram símbolos de existência para ele, e suas combinações e permutações, suplementando e explicando um ao outro, possuíam para ele um poder iluminador a ser mais eficazmente revelado em um estudo mais profundo dos nomes divinos. e, especialmente, das consoantes do Tetragrama. Com tais auxiliares, e com a observância de certos ritos e práticas ascéticas, os homens, diz ele, podem atingir o objetivo mais elevado da existência e tornar-se profeta; não para operar milagres e sinais, mas para alcançar o mais alto grau de percepção e ser capaz de penetrar intuitivamente na natureza inescrutável da Deidade, os enigmas da criação, os problemas da vida humana, o propósito dos preceitos e os significado mais profundo da Torá.
Logo partiu para Castile, onde disseminou sua profética Cabala entre figuras como R. Moisés de Burgos e seu mais importante discípulo, Joseph ben Abraham Gikatilla. Então Abulafia afirmou. No entanto, vale mencionar que Abulafia não é mencionado em nenhum dos trabalhos de Gikatillas.
Por volta de 1275, ele ensinou O Guia para(dos)os Perplexos e sua Cabala em algumas cidades da Grécia. Ele escreveu o primeiro de seus livros proféticos, Sefer haYashar (Livro da Retidão/do Justo), em Patras em 1279. Nesse mesmo ano, ele fez o seu caminho através de Trani de volta a Cápua, onde ensinou quatro jovens estudantes.

### Viagem a Roma
Ele foi para Roma em Roma em 1280 para converter o Papa Nicolau III ao Judaísmo no dia anterior a Rosh Hashaná. O papa estava em Suriano quando soube disso e emitiu ordens para "queimar o fanático" assim que chegasse àquele lugar. A estaca foi erguida em preparação perto do portão interno; mas Abulafia partiu para Suriano mesmo assim e chegou lá 22 de agosto. Enquanto passava pelo portão externo, ele ouviu que o papa havia morrido de um ataque apoplético a noite anterior. Ele retornou a Roma, onde foi preso pela Ordem dos Frades Menoresmas foi libertado após quatro semanas de detenção. Ele foi ouvido em seguida na Sicília, onde ele supostamente apareceu como um profeta e Messias.

### Declínio e exílio em Comino
Ele permaneceu ativo em Messina por uma década (1281-91), apresentando-se como um "profeta" e "messias". Ele teve vários estudantes lá como alguns em Palermo. A congregação judaica local em  Palermo condenou energicamente a conduta de Abulafia, e por volta de 1285 eles levaram a questão a Shlomo ben Aderet de Barcelona, que dedicou grande parte de sua carreira a acalmar as várias histerias messiânicas da época. Shlomo ben Aderet escreveu posteriormente uma carta contra Abulafia. Essa controvérsia foi uma das principais razões para a exclusão da Cabalá de Abulafia das escolas de linguá espanhola.
Abulafia teve que retomar o cajado do peregrino e, sob condições aflitivas, compilou seu livro Sefer haOt (Livro do Sinal) na pequena ilha de Comino, perto de Malta, entre 1285 e 1288. Em 1291 escreveu seu último e talvez o mais inteligível, trabalho, o manual de meditação Imrei Shefer (Palavras de beleza); depois disso, todos os seus vestígios estão perdidos.

## Ensinamentos

### Escritos
A atividade literária de Abulafia abrange os anos 1271-91 e consiste em vários livros, tratados sobre gramática e poemas, mas entre os quais apenas trinta sobrevivem. Ele escreveu muitos comentários: três do Guia dos Perplexos – Sefer ha-Ge’ulah (1273), Sefer Chayei ha-Nefesh, e Sefer Sitrei Torah (1280); do Sefer Yetzirá: – Otzar Eden Ganuz (1285/6), Gan Na'ul, e um terceiro sem título; e um comentário sobre o Pentateuco – Sefer-Maftechot ha-Torah (1289).
Mais influentes são os seus manuais, ensinando como alcançar a experiência profética: Chayei ha-Olam ha-Ba (1280), Or ha-Sekhel, Sefer ha-Cheshek, and Imrei Shefer (1291).
De especial importância para a compreensão de sua messianologia são seus “livros proféticos” escritos entre 1279 (em Patras) e 1288 (em Messina), em que revelações, incluindo imagens e cenas apocalíticas são interpretadas como apontando para processos espirituais de redenção interna. A compreensão espiritualizada dos conceitos de messianismo e redenção. como um desenvolvimento intelectual representa uma importante contribuição das idéias messiânicas no judaísmo. Como parte de sua propensão messiânica, Abulafia se torna um intenso disseminador de sua Cabalá, oralmente e de forma escrita, tentando convencer tanto judeus como cristãos.
Em seus primeiros tratados, Get ha-Shemot e Maftei’ach ha-Re'ayon, Abulafia descreve um tipo linguístico de Cabalá semelhante aos primeiros escritos do rabino Joseph Gikatilla. Em seus escritos posteriores, o fundador da Cabalá profética produz uma síntese entre a compreensão neoaristotélica de Maimonides da profecia como o resultado da transformação do influxo intelectual em uma mensagem linguística e técnicas para alcançar tais experiências por meio de combinações de letras e sua pronúncia, exercícios respiratórios, contemplação de partes do corpo, movimentos da cabeça e das mãos e exercícios de concentração. Alguns dos elementos dessas técnicas derivam de comentários sobre oSefer Yetzirá Ashkenazi. Ele chamou sua Cabalá de "a Cabalá dos nomes", isto é, de nomes divinos, sendo uma maneira de alcançar o que ele chamou de experiência profética, ou "Cabala profética", como os objetivos finais de seu caminho: experiências unitivas e reveladoras. Em seus escritos, expressões do que é conhecido como a unio mystica do intelecto humano e do celestial podem ser discernidas. Muito menos preocupado com a teosofia de seus cabalistas contemporâneos, que estavam interessados em teorias de dez sefirot hipostáticas, algumas das quais ele descreveu como piores que a crença cristã na trindade, Abulafia descreveu o reino celestial, especialmente o Agente Cósmico Intelecto, em linguística. termos, como fala e letras.
Em seus últimos livros, Abulafia elaborou repetidamente um sistema de sete caminhos de interpretação, que ele usou algumas vezes em seu comentário sobre o Pentateuco, que começa com o sentido claro, inclui também a interpretação alegórica, e culmina em interpretações das letras discretas, Este último concebido como o caminho para a profecia. Abulafia desenvolveu uma sofisticada teoria da linguagem, que assume que o hebraico representa não tanto a linguagem como a escrita ou a fala como os princípios de todas as línguas, a saber, os sons ideais e as combinações entre eles. Assim, o hebraico como linguagem ideal engloba todas as outras línguas. Essa teoria da linguagem pode ter influenciado Dante Alighieri. Em seus escritos Abulafia usa palavras Gregas, Latim, Italianas, Arábicas, Tátaras e Bascas para fins de guemátria.
A Cabalá de Abulafia inspirou uma série de escritos que podem ser descritos como parte de sua Cabala profética, a saber, como se esforçar para alcançar formas extremas de experiências místicas. Os mais importantes entre eles são o anônimo Sefer ha-Tzeruf (traduzido em latim para o Pico), Sefer Ner Elohim, e Sefer Shaarei Tzedek do rabbi Nathan ben Saadiah Harar, que influenciou a Cabala do rabbi Isaac of Acre. O impacto de Abulafia é evidente em uma epístola anônima atribuída a Maimônides; rabbi Reuven Tzarfati, um cabalista ativo na Itália do século XIV; Abraham Shalom, Yohanan Alemanno, Judah Albotini, e Joseph ibn Zagyah; Moses Cordovero e o influente Shaarei Kedushah Chaim Vital; Sabbatai Zevi, Joseph Hamitz, Pinchas Horowitz, e Menahem Mendel de Shklov.
Existente em muitos manuscritos, os escritos de Abulafia não foram impressos por cabalistas, a maioria dos quais proibiu sua marca de Cabalá, e apenas por acaso introduziram em seus escritos alguns fragmentos curtos e anônimos. A bolsa começou com uma análise de seus manuscritos escritos por M. H. Landauer, que atribuiu o livro do  Zohar a ele. Adolf Jellinek efutou essa atribuição e compilou a primeira lista abrangente dos escritos de Abulafia, publicando três dos mais curtos tratados de Abulafia (duas epístolas, impressas em 1853/4, e Sefer ha-Ot em 1887), enquanto Amnon Gross publicou 13 volumes, que incluem a maioria dos livros de Abulafia e dos livros de seus alunos (Jerusalém, 1999-2004). Grandes contribuições para a análise do pensamento de Abulafia e de sua escola foram feitas por Gershom Scholem, Chaim Wirszubski, Moshe Idel e Elliot R. Wolfson. Alguns dos tratados de Abulafia foram traduzidos em latim e italiano no círculo de Giovanni Pico della Mirandola, principalmente por Flávio Mitrídates, e a visão de Pico da Cabalá foi significativamente influenciada por suas opiniões. Este é o caso também de De Harmonia Mundi, de Francesco Giogio Veneto.
A vida de Abulafia inspirou uma série de obras literárias, como poemas de Ivan Goll, Moses Feinstein (não o rabino Moshe Feinstein) e Nathaniel Tarn; O romance de Umberto EcoFoucault's Pendulum; e uma peça de George-Elie Bereby; na arte, pinturas de Abraham Pincas’ e esculturas de Bruriah Finkel’s e várias peças musicais.
Os escritos de Abulafia incluem:
- Sefer ha-Geulah (1273), um comentário sobre O Guia dos Perplexos
- Sefer Chayei ha-Nefesh, um comentário sobre O Guia dos Perplexos
- Sefer ha-Yashar ("Livro do Reto/Justo") (1279)
- Sefer Sitrei Torah (1280), um comentário sobre o "O Guia dos Perplexos"
- Chayei ha-Olam ha-Ba ("A Vida do Mundo") (1280)
- Or ha-Sekhel ("Luz do Intelecto")
- Get ha-Shemot
- Maftei’ach ha-Re'ayon
- Gan Na'ul, um comentário sobre o Sefer Yetzirá
- Otzar Eden Ganuz, outro comentário sobre o Sefer Yetzirá
- Sefer ha-Cheshek
- Sefer ha-Ot ("Livro do Sinal") (1285 - 1288)
- Imrei Shefer ("Palavras de beleza") (1291)

### Técnicas de meditação de Abulafia
Em suas numerosas obras, Abulafia concentra-se em dispositivos complexos para se unir ao Agente Intelecto, ou Deus, através da recitação de nomes divinos, juntamente com técnicas de respiração e práticas catárticas. Alguns dos caminhos místicos de Abulafia foram adaptados pelos Hassídicos Ashkenazi. Tomando como sua estrutura o sistema metafísico e psicológico de Moisés Maimônides (1135 / 8-1204), Abulafia lutou pela experiência espiritual, que ele via como um estado profético semelhante ou mesmo idêntico ao dos antigos profetas judeus.
Abulafia sugere um método baseado em um estímulo que muda continuamente. Sua intenção não é relaxar a consciência por meio da meditação, mas purificá-la por meio de um alto nível de concentração que requer muitas ações ao mesmo tempo. Para isso, ele usa letras hebraicas.
O método de Abulafia inclui vários passos.
- O primeiro passo, a preparação: o iniciado se purifica através do jejum, do uso de tefilin e vestindo roupas brancas e puras.
- O segundo passo: o místico escreve grupos específicos de letras e suas permutações.
- O terceiro passo, manobras fisiológicas: o místico canta as letras em conjunto com padrões respiratórios específicos, bem como o posicionamento da cabeça.
- O quarto passo, imagens mentais de letras e formas humanas: o místico imagina uma forma humana e ele mesmo sem corpo. Então o místico "desenha" as letras mentalmente, projeta-as na "tela" da "faculdade imaginativa", isto é, imagina mentalmente os padrões das letras. Ele então gira as letras e as transforma, como Abulafia descreve em Imrei Shefer: "E elas [as letras], com suas formas, são chamadas de Espelho Claro, pois todas as formas com brilho e forte brilho estão incluídas nelas. E uma quem olhar para eles em suas formas descobrirá seus segredos e falará com eles, e eles falarão com Ele. E eles são como uma imagem na qual um homem vê todas as suas formas de pé na frente dele, e então ele será capaz de veja todas as coisas gerais e específicas (Sra. Paris BN 777, fol. 49). "

Durante o último passo do imaginário mental, o místico passa por uma sucessão de quatro experiências. A primeira é uma experiência de fotofísica do corpo ou iluminação, na qual a luz não apenas envolve o corpo, mas também se difunde nele, dando a impressão de que o corpo e seus órgãos se tornaram leves.
Como o Cabalista extático continua praticando, combinando letras e realizando manobras fisiológicas, o resultado é a segunda experiência: enfraquecimento do corpo, de uma maneira "absortiva". Posteriormente, o místico pode sentir um aumento de seus pensamentos e capacidade imaginativa. Esta é a terceira experiência. A quarta experiência é caracterizada principalmente pelo medo e tremor.
Abulafia enfatiza que o tremor é um passo básico e necessário para obter profecia (Sitrei Torá, Paris Ms. 774, fol. 158a). Em outro lugar ele escreve: 'todo o seu corpo começará a tremer, e seus membros começarão a tremer, e você terá medo de um tremendo medo [...] e o corpo tremerá, como o cavaleiro que corre o cavalo, que está contente e alegre, enquanto o cavalo treme debaixo dele ('Otzar Eden Ganuz, Oxford Ms. 1580, fols. 163b-164a; ver também Hayei Haolam Haba, Oxford 1582, fol. 12a).
Para Abulafia, o medo é seguido por uma experiência de prazer e deleite. Este sentimento é um resultado da percepção de outro "espírito" dentro de seu corpo, como ele descreve em Otzar Eden Ganuz: "E você sentirá outro espírito despertando dentro de você e fortalecendo-o e passando por todo o seu corpo e lhe dando prazer". 1580 vols. 163b-164a).
Somente depois de passar por essas sucessivas experiências, o místico alcança seu objetivo: a visão de uma forma humana, que está intimamente ligada à sua própria aparência física e, geralmente, é sentida em frente ao místico. A experiência é aumentada quando o místico experimenta sua forma autoscópica (ou "duplo"): o duplo começa a falar com o místico, ensinando
ele o desconhecido e revelando o futuro.
Abraham Abulafia descreve a experiência de ver uma forma humana muitas vezes em seus escritos. No entanto, inicialmente não está claro quem é essa "forma". À medida que o diálogo entre o místico e a "forma" prossegue, o leitor compreende que a "forma" é a imagem do próprio místico. Dirigindo-se a seus alunos e seguidores em  Sefer haKheshek , Abulafia elabora ainda mais o cenário:
[E sente-se como se um homem estivesse diante de você e esperasse que você falasse com ele; e ele está pronto para responder-lhe sobre o que quer que você possa perguntar a ele, e você diz "fala" e ele responde [...] e começa então a pronunciar [o nome] e recita primeiro "a cabeça da cabeça" [i.e. a primeira combinação de letras], prolongando a respiração e com grande facilidade; e depois voltar como se o que está à sua frente estivesse respondendo a você; e você mesmo responde mudando sua voz .]
Aparentemente, utilizando as letras do "Nome" com técnicas específicas de respiração, uma forma humana deve aparecer. Apenas na última frase Abulafia sugere que este formulário é "você mesmo".
No entanto, ele explicou explicitamente, como ele também explicou em outro livro, Sefer haye haOlam haBa: "E considere sua resposta, respondendo como se você mesmo tivesse respondido a si mesmo" (Oxford Ms. 1582, fol. 56b). A maioria das descrições de Abulafia são escritas de maneira similar. Em Sefer haOt, Abulafia descreve um episódio semelhante, mas a partir de uma auto-perspectiva explícita: "Vi um homem vindo do oeste com um grande exército, o número de guerreiros de seu acampamento sendo vinte e dois mil homens [...] Quando vi seu rosto à vista, fiquei espantado, e meu coração tremeu dentro de mim, e deixei meu lugar e ansiava por ele invocar o nome de Deus para me ajudar, mas aquilo evitou meu espírito. o homem tinha visto o meu grande medo e o meu temor, abriu a boca e falou, e abriu a minha boca para falar, e eu lhe respondi de acordo com as suas palavras, e nas minhas palavras tornei-me outro homem (pp. 81- 2) "

## Influência
A influência subterrânea de Abulafia é evidente no grande número de manuscritos de seus principais manuais de meditação que floresceram até os dias atuais, até que todas as suas obras foram finalmente publicadas em Mea Shearim, em Jerusalém, durante a década de 1990.
As pretensões proféticas e messiânicas de Abulafia provocaram uma reação aguda por parte de Shelomoh ben Avraham Adret, uma autoridade legal famosa que conseguiu aniquilar a influência da Cabala extática de Abulafia na Espanha.
De acordo com The Shambhala Guide to Kabbalah and Jewish Mysticism, de Besserman, a "abordagem profética da meditação de Abulafia incluía manipular as letras hebraicas em um contexto sem denominação que o colocou em conflito com o establishment judaico e provocou a Inquisição".
Na Itália, porém, suas obras foram traduzidas para o latim e contribuíram substancialmente para a formação da Cabalá Cristã (sic).
No Oriente Médio, a Cabala extática foi aceita sem reservas. Traços claros da doutrina abulafiana são evidentes nas obras de Isaac ben Samuel of Acre, Yehudah Albotini e Hayyim ben Joseph Vital. Em Israel, as ideias de Abulafia foram combinadas com elementos sufis, aparentemente provenientes da escola de Ibn Arabi; assim, as visões sufistas foram introduzidas na Cabalá européia.
Após a expulsão dos judeus da Espanha, a Cabala teúrgica espanhola, que se desenvolveu sem qualquer impacto significativo da Cabala extática, foi integrada com a última; essa combinação tornou-se, através do livro Pardes Rimmonim, de Mosheh Cordovero, parte da Cabala tradicional. Hayyim Vital trouxe as visões de Abulafia para a quarta parte inédita de seu Shaarei Kedushah, e os cabalistas do século XVIII da Beit El Academy, em Jerusalém, examinaram os manuais místicos de Abulafia. Mais tarde, concepções místicas e psicológicas da Cabalá encontraram seu caminho direta e indiretamente para os mestres hassídicos poloneses. A influência da Cabalá extática é vista em grupos isolados hoje, e vestígios dela podem ser encontrados na literatura moderna (por exemplo, a poesia de Yvan Goll), principalmente desde a publicação das pesquisas de Gershom Scholem.

## Na cultura popular
No romance de Myla Goldberg, Bee Season, Eliza Naumann, de onze anos, após um sucesso surpreendente em sua Spelling Bee, é apresentada aos escritos e técnicas de Abraham Abulafia por seu rabino pai, em um esforço para ajudá-la a "ver" as grafias. .
Um enredo central no romance "Foucault's Pendulum", de Umberto Eco, é um computador pessoal chamado Abulafia.
No best-seller internacional de Richard Zimler, O Último Cabalista de Lisboa, o narrador e seu mentor espiritual (seu tio) deixam claro que seguem as práticas de Abraham Abulafia.